# Coppelia (Havanna)

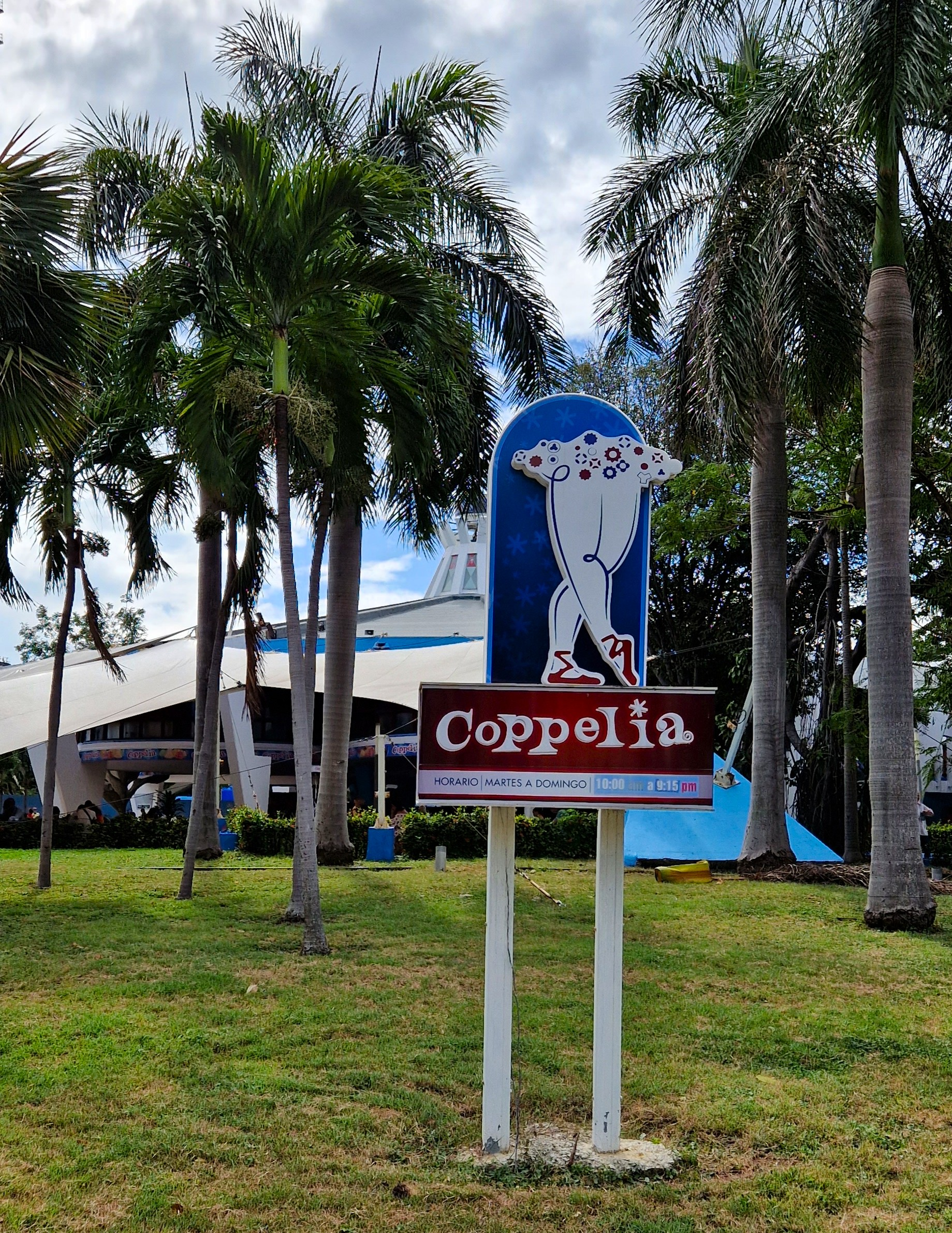
Die Coppelia von der Calle L aus gesehen.

Coppelia oder Parque Coppelia ist ein Eiscafé mit umliegendem Park in der kubanischen Hauptstadt Havanna. Die Eiskathedrale von Architekt Mario Girona aus dem Jahr 1966 ist eines der berühmtesten Gebäude der kubanischen Moderne nach der Revolution.

## Architektur
Coppelia liegt im Norden des Viertels Vedado am berühmten Straßenabschnitt La Rampa, wo die Calle 23 steil zum Malecón abfällt, und umfasst einen gesamten Block zwischen den Straßen Calle 21 und 23, sowie zwischen Calle K und L. Gegenüber liegen das Cine Yara und das Habana Libre.
Architekt Mario Girona plante das futuristische Gebäude gemeinsam mit Rita María Grau und Candelario Aura. Als Folge des US-Embargos waren Stahlträger in der kubanischen Bauwirtschaft knapp. Girona sah in diesem Mangel eine Chance, sich von der rechteckigen Formensprache der klassischen Moderne zu lösen, die mit ihren Hotelbauten bis heute die Skyline von Havanna dominiert. Ein starker Einfluss war die biomorphe Moderne in Italien, Mexiko und Südamerika mit Vertretern wie Pier Luigi Nervi, Félix Candela und Oscar Niemeyer. Weil die geschwungene Treppe und die Kuppel an die Kathedrale von Brasília erinnern, trägt Coppelia auch den Beinamen catedral del helado („Eiskathedrale“).

## Geschichte
Gründung und Bau von Coppelia gehen auf eine Initiative von Fidel Castro zurück, der ein bekennender Liebhaber von Milchprodukten und Speiseeis war. Der Name war eine Idee von Celia Sánchez, deren Lieblingsballett Coppélia von Léo Delibes zum Standardrepertoire von Alicia Alonso und ihrem Ballet Nacional de Cuba gehörten. Am Eingang des Gebäudes erinnert ein Relief mit Porträt an die 1980 verstorbene Sánchez.
Das Angebot von Coppelia umfasste ursprünglich Eiscreme in 26 Geschmacksrichtungen, wobei die Zahl 26 auf Castros Sturm auf die Moncada-Kaserne in Santiago de Cuba am 26. Juli 1953 anspielen sollte. Heute sind in der Regel aufgrund anhaltender Versorgungsschwierigkeiten lediglich ein bis zwei Sorten in knapper Menge verfügbar.
In einer berühmten Szene aus dem Film Erdbeer und Schokolade (Fresa y Chocolate, 1993) von Tomás Gutiérrez Alea treffen sich die beiden Protagonisten in Coppelia. Die Wahl der Eissorte soll die sexuelle Orientierung ausdrücken, wobei Erdbeer für die in Kuba staatlich sanktionierte Homosexualität steht.
Im November 2023 musste die Coppelia aus Mangel an Rohstoffen für die Eisherstellung zeitweise schließen. Ende 2024 wurde die Coppelia zwecks Renovierung abermals für drei Monate geschlossen. Es wurden die hydraulischen und elektrischen Anlagen erneuert und die Fassaden gestrichen. Im Februar 2025 eröffnete sie erneut mit deutlich angezogenen Preisen, was Kritiken auslöste.

## Bilder

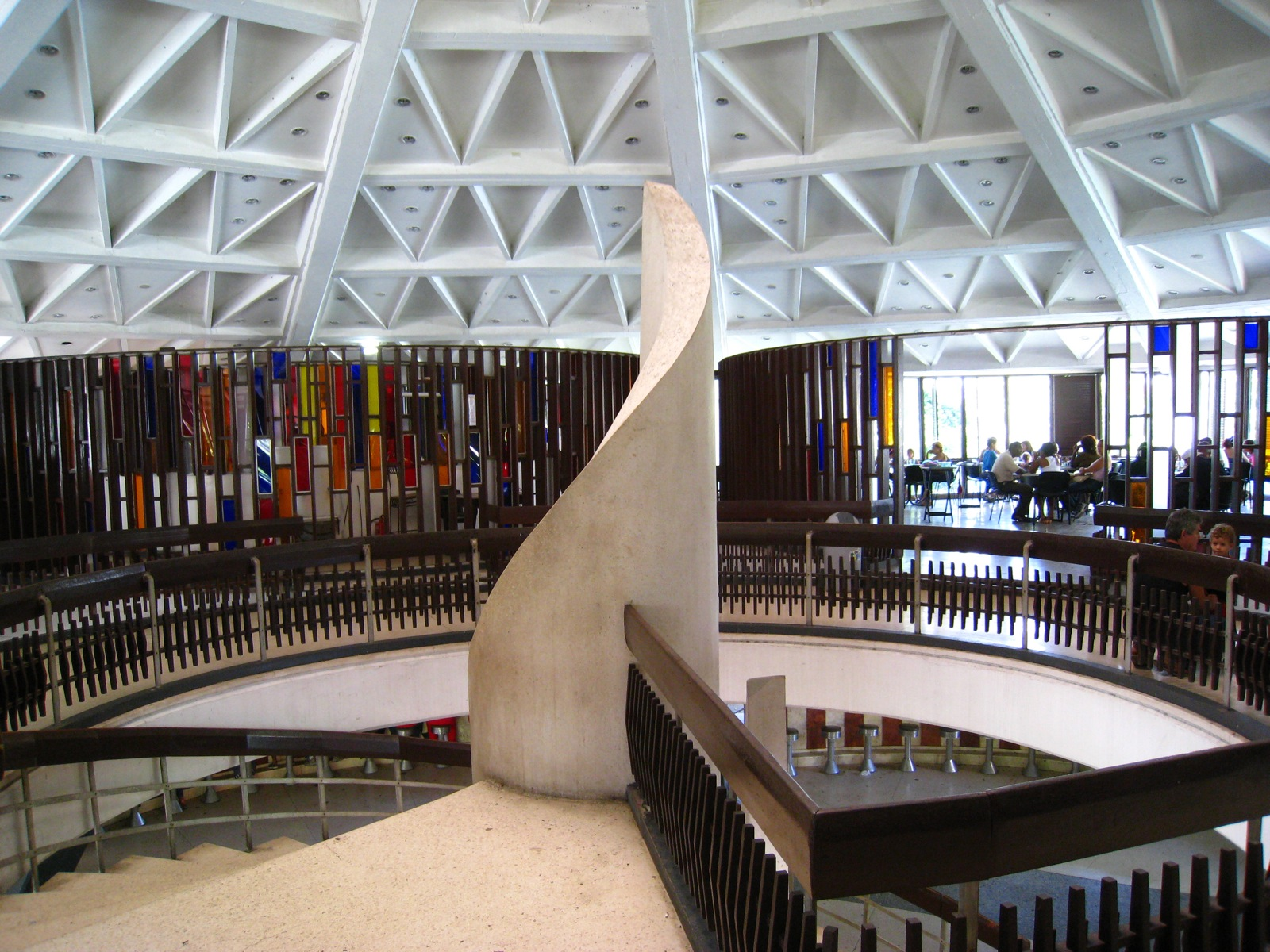
Treppe und Kuppel.